# A Christmas Romance
A Christmas Romance er en amerikansk tv-film fra 1994 med Olivia Newton-John i hovedrollen som Julia Stonecypher. Filmen er instrueret af Sheldon Larry. 

## Handling
Julia har store økonomiske problemer, som blev forværret i forbindelse med sin mands død to år tidligere. Hun har to døtre, bor i bjergene omgivet af husdyr og gode naboer. Brian er bankmand og har til opgave at fortælle Julia, at medmindre hun betaler sin husleje, skal familien forlade deres hus. Brian bliver fanget i en svær snestorm og kører galt. Julia finder ham. Brian må tilbringe et par dage med familien. Fem-årige Emily Rose tror, at Brian er julemanden. Brian opdager, at han kan lide børn, livet i bjergene, og de fleste af alle Julias naboer. Han vinder over Dennie, han og Julia finder kærligheden, og han hjælper Julia med at skabe sig en karriere med kagerbagning, og familien kan beholde deres elskede hus. 